# فويتشخ فيلك
فويتشخ فيلك (بالبولندية: Wojciech Wilk)‏ هو سياسي بولندي، ولد في 12 أغسطس 1972 في بولندا. حزبياً، نشط في حزب المنصة المدنية. وقد انتخب عضو سيم ‏.